# Andaspis hawaiiensis
Andaspis hawaiiensis är en insektsart som först beskrevs av William Miles Maskell 1895.  Andaspis hawaiiensis ingår i släktet Andaspis och familjen pansarsköldlöss. Inga underarter finns listade i Catalogue of Life.